# Beyond the Law (2019)
Beyond the Law ist ein amerikanischer Actionfilm aus dem Jahr 2019, der von James Cullen Bressack inszeniert wurde.

## Handlung
Gegen den Willen seines Vaters Frank zieht Chance Wilson vom Land in die Großstadt. Dort stürzt er sich ins Glücksspiel und macht dabei Schulden bei Desmond Packard. Als er diese nicht begleichen kann, wird er ermordet. Von Detective Munce über den Tod seines Sohnes informiert, beginnt Frank einen Rachefeldzug. Unterstützt wird der ehemalige Polizist dabei von Staatsanwältin Ashley Millet. Zunächst trifft Frank auf Charlotte, die Freundin seines Sohnes. Es stellt sich heraus, dass sie mitverantwortlich für dessen Tod ist, da sie Chances Geld für Drogen ausgegeben hat, weshalb er die Schulden nicht zahlen konnte. Frank konfrontiert Desmond Packard und schwört ihm Rache.
Detective Munce ist, wie früher auch Frank, ein korrupter Polizist. Er arbeitet als Informant für Augustino Adair, den Mafiaboss, für den Packard arbeitet. Adair fürchtet die Rache Franks und entsendet ein Killerkommando zu dessen von Munce preisgegebenem Unterschlupf. Diesen Angriff überlebt Frank jedoch. Es kommt daraufhin zum Streit zwischen Adair und Packard. Adair sieht seine Organisation durch Franks Rachezug gefährdet, woraufhin Packard die Chance für einen Umsturz wittert. Dieser wird von Adair allerdings im Keim erstickt. Packard versucht weiterhin, Frank zu töten, nimmt aber auch dessen Freund Swilley ins Visier. Als Frank erfährt, dass er von Munce verraten wurde, tötet er diesen.
Es kommt zum Showdown in Packards Hauptquartier. Frank tötet Packard, wird dann jedoch von Adair erschossen. In diesem Moment trifft die von Frank alarmierte Polizei ein und nimmt Adair wegen Mordes fest. Charlotte hatte sich derweil in einem Hotel versteckt. Als sie fliehen will, wird sie in der Schlussszene von einem von Adairs Gangstern gestellt.

## Produktion
Steven Seagal und DMX standen zuvor 2001 gemeinsam in Exit Wounds – Die Copjäger vor der Kamera. In den Hauptrollen sind Steven Seagal, DMX, Johnny Messner und Zack Ward zu sehen. Der Film wurde am 6. Dezember 2019 in den USA von Lionsgate als Direct-to-Video-Veröffentlichung veröffentlicht. In Deutschland wurde der Film im Februar 2021 direkt auf DVD veröffentlicht.

## Rezeption
„Ein fader Thriller mit formelhaftem, etwas träge entwickeltem Rache-Plot und mittelmäßig inszenierten Actionszenen.“